# Somogysámson
Somogysámson è un comune dell'Ungheria di 810 abitanti (dati 2001) situato nella contea di Somogy, nell'Ungheria centro-occidentale.